# Xã Willow Valley, Quận St. Louis, Minnesota
Xã Willow Valley (tiếng Anh: Willow Valley Township) là một xã thuộc quận St. Louis, tiểu bang Minnesota, Hoa Kỳ. Năm 2010, dân số của xã này là 126 người.